# Середній Салаш
Середній Салаш (серб. Средњи Салаш) — село в Сербії, належить до общини Бачка-Топола Північно-Бацького округу в багатоетнічному, автономному краю Воєводина.

## Населення
Населення села становить 172 осіб (2002, перепис), з них:
- серби — 152 — 88,37%;
- югослави — 11 — 6,39%;
- хорвати — 6 — 3,48%;
- мадяри — 3 — 1,56%;